# 노르마 (기업)
노르마(Norma Co. Ltd.))는 IoT 보안, 양자 보안 솔루션 전문 기업이다. 2011년 설립되었으며, 주요 제품은 양자내성암호(PQC)가 적용된 SSL VPN, 'Q Care 시리즈'가 있다. 민과 군을 위한 IoT 보안 솔루션 개발하였으며 양자컴퓨터 시대를 대비하기 위한 PQC 상용화를 추진하고 있다.

## 투자
HDC그룹에서 투자를 한 것으로 알려져 있다. 무선 네트워크 보안, IoT 보안, 양자 보안, 정보보호 컨설팅 등의 분야에서 사업을 전개하고 있다.

## 상장
한화증권을 주관사로 코스닥 상장을 준비중이다.

## 같이 보기
- HDC랩스